# Emmanuelle Lambert
Pour les articles homonymes, voir Lambert.
Emmanuelle Lambert, née le 7 juin 1975, est une écrivaine française.

## Biographie

### Formation
Emmanuelle Lambert est agrégée de lettres modernes et docteure en lettres, en 2003, avec une thèse sur le théâtre de Jean Genet.

### Écriture et commissariat d'exposition
Après avoir travaillé avec Alain Robbe-Grillet à l'édition de certains de ses textes (Le Voyageur, 2001, Christian Bourgois ; Scénarios en rose et noir, 2005, Fayard), elle lui consacre en 2009 son premier livre, Mon grand écrivain, et signe en 2012 la postface du livre de souvenirs de Catherine Robbe-Grillet intitulé Alain.
En 2011, elle est l'auteure d'un roman intitulé Un peu de vie dans la mienne puis, en 2013, de La Tête haute'.
Elle est commissaire de l'exposition qui s'est tenue sur Jean Genet au Mucem en 2016.
En janvier 2018, elle publie chez Stock un roman intitulé La Désertion et, en mai 2018, un récit, Apparitions de Jean Genet.
En novembre 2019, elle reçoit le prix Femina essai pour son livre Giono, furioso et, en 2019-2020, elle est commissaire de l'exposition consacrée à l'écrivain qui se tient au Mucem.
En 2021, elle édite les Romans et poèmes de Jean Genet dans la Bibliothèque de la Pléiade, avec Gilles Philippe.
Son livre Le Garçon de mon père paraît en août 2021.
En novembre 2022, elle publie chez Gallimard Sidonie Gabrielle Colette, un portrait littéraire de Colette, accompagné de photographies de Gisèle Freund, Robert Doisneau, Henri Cartier-Bresson, Irving Penn, Cecil Beaton, Lee Miller.
En août 2024 paraît un roman autobiographique intitulé Aucun Respect. La jeune héroïne y fait la découverte du Paris littéraire et intellectuel, où règne alors le « pape du Nouveau Roman », Alain Robbe-Grillet,. Aucun Respect est un récit d'émancipation et d'apprentissage social, littéraire et amoureux. Sélectionné sur la liste du prix Goncourt, figurant sur celle du prix littéraire du Monde ainsi que sur celle du prix France Culture des étudiants, Aucun respect est finaliste du prix Médicis.

## Publications
- Mon grand écrivain, récit, Les Impressions nouvelles, 2009
- Un peu de vie dans la mienne, roman, Les Impressions nouvelles, 2011
- La Tête haute, roman, Les Impressions nouvelles, 2013
- La Désertion, roman, éditions Stock, 2018
- Apparitions de Jean Genet, récit, Les Impressions nouvelles, 2018
- Giono, furioso, roman, éditions Stock, 2019 Prix Femina essai 2019.
- Le Garçon de mon père, éditions Stock, 2021
- Sidonie Gabrielle Colette, éditions Gallimard, 2022
- Aucun respect, éditions Stock, 2024